# تئاتر اودئون
سالن تئاتر اودئون (به فرانسوی: Odéon): یکی از ۶ سالن تئاتر ملی کشور فرانسه است. این سالن در کنار کاخ لوکزامبورگ و در محله لاتین واقع است.
این سالن تئاتر در طی سال‌های ۱۷۷۹ تا ۱۷۸۲ توسط شارل دوویلی و ماری ژوزف پیر به سبک نئوکلاسیک به عنوان خانه کمدی فرانسه ساخته شده‌است. این سالن در سال ۱۷۸۲ توسط ماری آنتوانت افتتاح شد.
در سال ۱۹۹۰ نام رسمی این سالن به سالن تئاتر اروپا تغییر کرد. این سالن عضو اتحادیه سالن‌های تئاتر اروپا است.
در کنار این سالن تئاتر ایستگاه مترو اودئون واقع است.